# زبان‌های فرمزی
زبان‌های فرمزی زبان‌های مردم بومی تایوان هستند. بومیان تایوان (آنهایی که حکومت به رسمیت می‌شناسد) در حال حاضر حدود ۲٪ از جمعیت این جزیره را تشکیل می‌دهند. با این حال، پس از سده‌ها تغییر زبانی، تعداد به مراتب کمتری هنوز می‌توانند به زبان اجدادی خود صحبت کنند. از حدود ۲۶ زبان بومیان تایوان، حداقل ده زبان منقرض شده‌اند، و چهار تای دیگر (شاید پنج تا) روبه‌مرگ هستند، چند تای دیگر تا حدی در معرض خطر هستند.
زبان‌های بومی تایوان در زبان‌شناسی تاریخی اهمیت دارند، از آنجایی که به احتمال زیاد تایوان خاستگاه کل خانواده زبانی آسترونزیایی است. به گفته زبان‌شناس رابرت بلاست زبان‌های فرمزی نه شاخه از ده شاخه‌های اصلی زبان‌های آسترونزیایی را تشکیل می‌دهند، در حالی که یک شاخه اصلی باقی‌مانده حدود ۱۲۰۰ زبان مالایو-پلی‌نزیایی که در خارج از تایوان یافت می‌شوند را شامل می‌شود. اگرچه زبان‌شناسان با برخی جزئیات تحلیل بلاست موافق نیستند، یک اجماع گسترده حاصل شده که زبان‌های آسترونزیایی از تایوان نشأت گرفته‌اند. این نظریه توسط مطالعات اخیر در مورد ژنتیک جمعیت انسانی تقویت شده‌است که به اثبات ماهیت مادرتبار مهاجرت نیز کمک می‌کند.